# Normani
Normani, pseudonimo di Normani Kordei Hamilton (Atlanta, 31 maggio 1996), è una cantante statunitense.
Ex membro del gruppo musicale Fifth Harmony (2012-2018), ha successivamente avviato una carriera da solista, riscuotendo successo internazionale grazie ai singoli collaborativi Love Lies con Khalid (2018) e Dancing with a Stranger con Sam Smith (2019).

## Biografia
È nata il 31 maggio 1996 ad Atlanta, in Georgia da Derrick e Andrea Hamilton. Ha due sorellastre più grandi, Ashlee e Arielle. Cresciuta a New Orleans, lei e la sua famiglia si sono trasferite a Houston, in Texas, dopo l'uragano Katrina nel 2005. Dall'età di tre anni, Normani partecipa a concorsi di danza, ginnastica e bellezza. Dopo aver eseguito musica gospel fin da bambina, registra la sua prima canzone all'età di tredici anni. Normani si identifica come cristiana.

### Carriera musicale

#### Fifth Harmony

##### 2012–2018:The X Factore Fifth Harmony

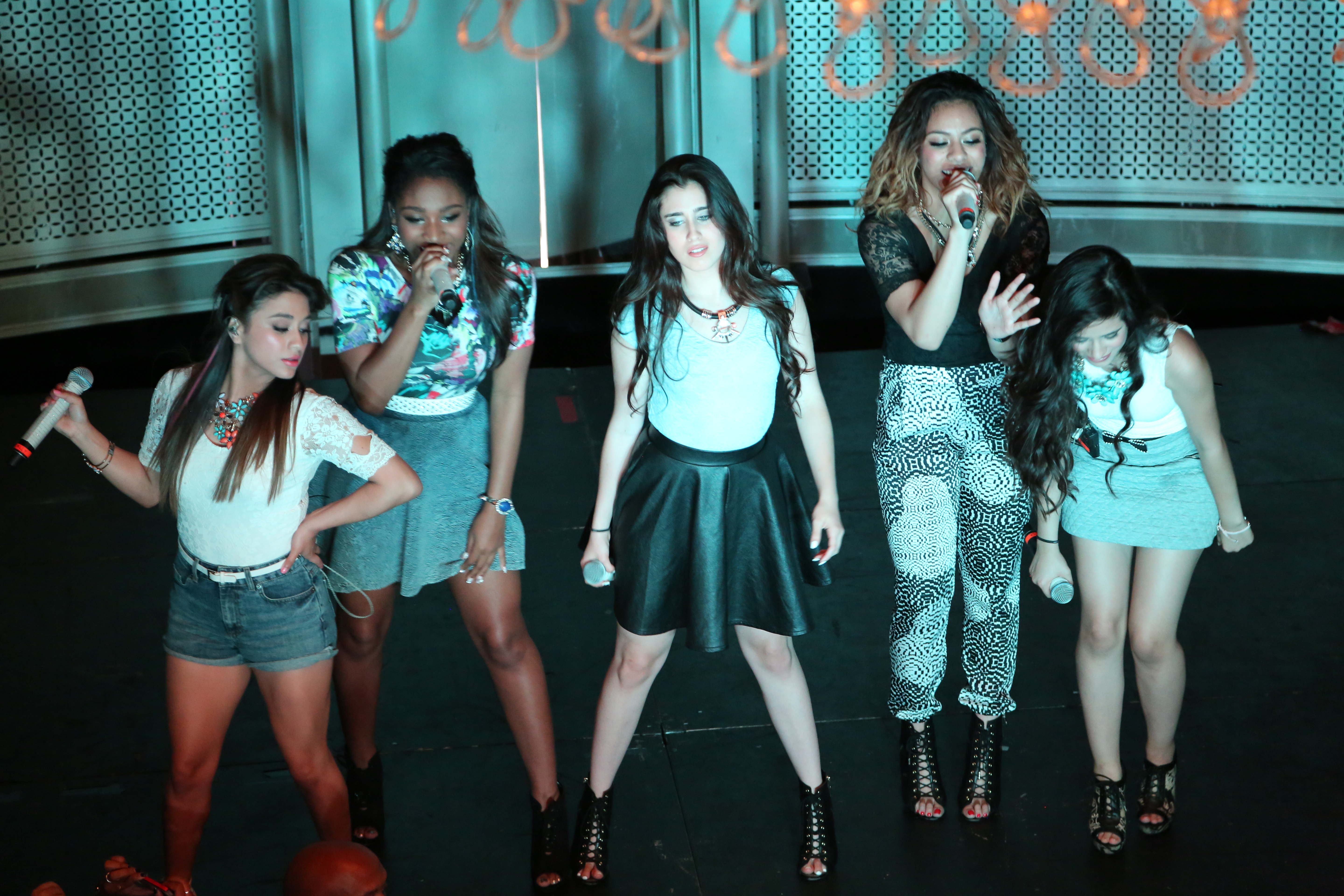
Le Fifth Harmony nell'agosto 2013

Normani partecipa come solista alle audizione per la seconda stagione dello show The X Factor USA, esibendosi con la canzone Chains of Fools di Aretha Franklin. Dopo essere stata eliminata come solista, ritorna a partecipare alla competizione con Lauren Jauregui, Dinah Jane, Camila Cabello e Ally Brooke per formare la band Fifth Harmony.
Il gruppo si qualifica al terzo posto, al termine della competizione. Nel gennaio 2013, la band firma un contratto con la Syco, di proprietà di Simon Cowell, e con la Epic Records, etichetta di L.A. Reid. Il gruppo pubblica il loro primo EP Better Together (2013) e gli album Reflection (2015) e 7/27 (2016). Il gruppo pubblica l'album eponimo Fifth Harmony il 25 agosto 2017, in seguito all'uscita di Camila Cabello dal progetto. Il 19 marzo 2018 le Fifth Harmony annunciano la decisione di essersi prese una pausa a tempo indeterminato dopo sei anni di attività per dedicarsi alle loro carriere da soliste.

#### Solista

##### 2015–2022: esordi da solista e collaborazioni

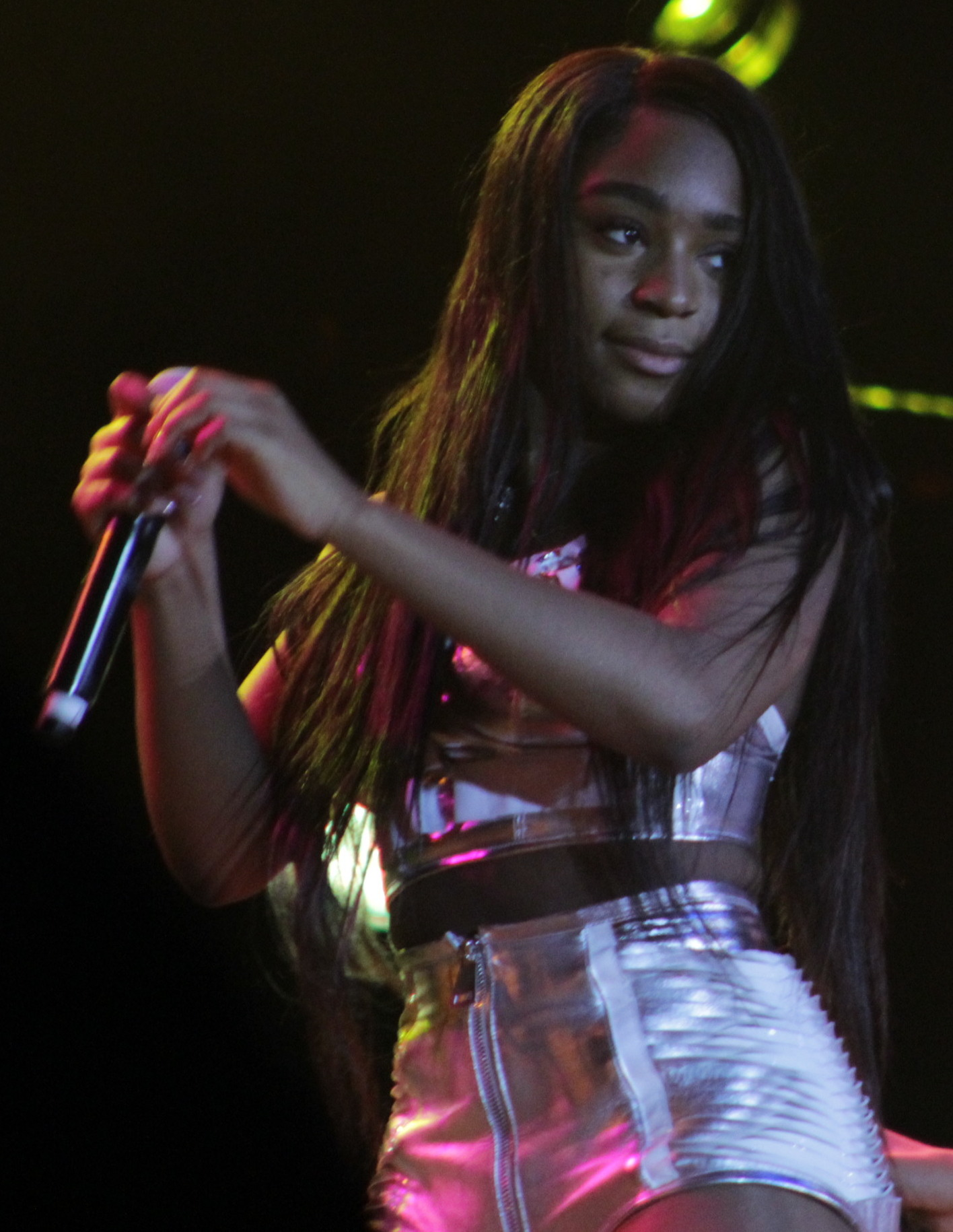
Normani a Los Angeles nel settembre 2017

Nel 2015 Normani pubblica due video di danza, eseguendo Fuck Up Some Commas di Future e Do Not Disturb di Teyana Taylor sul suo canale YouTube. Da febbraio 2016 a gennaio 2017 rende disponibili cover di diverse canzoni, tra cui Say It di Tory Lanez e un mashup di Fake Love e Sneakin di Drake, e di Cranes in the Sky e Don't Touch My Hair di Solange, con l'aiuto dei produttori The Invaders. Successivamente l'artista prende parte come concorrente alla ventiquattresima stagione di Dancing with the Stars da marzo a maggio 2017, insieme al ballerino professionista Valentin Chmerkovskiy. I due raggiungono la finale, qualificandosi al terzo posto.
All'inizio di agosto 2017 Normani esegue un cameo nel video musicale del cantante R&B Khalid Young Dumb & Broke. Nell'ottobre 2017 è arrivata la conferma per cui Normani sarebbe stata gestita da S10 Entertainment per la sua carriera da solista. Il 14 febbraio 2018 Normani e Khalid pubblicano il singolo Love Lies come colonna sonora del film Tuo, Simon. Il singolo ha debuttato al numero 43 della classifica statunitense Billboard Hot 100 per poi divenire una sleeper hit, raggiungendo la nona posizione dopo 28 settimane.
Nell'aprile 2018 ha firmato un contratto discografico con le etichette Keep Cool/RCA Records per il suo album di debutto da solista, seguito il mese seguente dalla firma di un contratto come modella per Wilhelmina.  Nell'agosto 2018 Normani partecipa al remix di Body Count di Jessie Reyez insieme a Kehlani. Collabora poi con Davido e Quavo per l'album di quest'ultimo Quavo Huncho alla traccia Swing.
Il 22 ottobre 2018 Normani e il disc jockey e produttore britannico Calvin Harris pubblicano due brani, Checklist e Slow Down, come parte dell'EP congiunto Normani x Calvin Harris. Nel novembre successivo viene scelta come uno degli artisti d'apertura per le date nordamericane dello Sweetener World Tour di Ariana Grande e nello stesso periodo pubblica il singolo Waves in collaborazione con 6lack, quest'ultimo premiato con l'MTV Video Music Award al miglior video R&B. L'11 gennaio 2019 viene pubblicata la collaborazione con Sam Smith Dancing with a Stranger, che ha raggiunto la terza posizione nel Regno Unito e la settima negli Stati Uniti.
Il 16 agosto 2019 ha pubblicato la sua prima canzone completamente da solista, Motivation, co-scritta da lei e Ariana Grande. Il brano è stato eseguito con un'esibizione durante gli MTV Video Music Awards 2019 e ha ottenuto varie certificazioni nei mercati musicali mondiali, fra cui il disco di diamante in Brasile. Nel gennaio 2020 viene reso disponibile il singolo Diamonds, in collaborazione con Megan Thee Stallion, come primo estratto dalla colonna sonora del film Birds of Prey e la fantasmagorica rinascita di Harley Quinn. Il 16 luglio 2021 è affiancata da Cardi B al singolo Wild Side, con cui ha ottenuto il suo primo piazzamento da artista principale nella top 20 della Billboard Hot 100 statunitense.
Nel marzo 2022 ha pubblicato il singolo solista Fair. In estate ha sia preso parte al videoclip del singolo WE (Warm Embrace) di Chris Brown in qualità di ballerina, che contribuito vocalmente a una traccia contenuta nell'album di Calvin Harris Funk Wav Bounces Vol. 2, ovvero New to You.

##### 2024–presente:Dopamine
Il 2024 vede la pubblicazione del primo album in studio di Normani, ovvero Dopamine. Il disco, le cui prime indiscrezioni risalgono a sei anni prima, è stato pubblicato il 14 giugno seguente dopo essere stato anticipato rispettivamente nei mesi di aprile e maggio dai singoli 1:59 (in collaborazione con Gunna) e Candy Paint. All'interno di Dopamine vengono inserite tredici tracce, tra cui il singolo del 2021 inciso insieme a Cardi B Wild Side.

## Stile e influenze musicali
Normani ha citato la musica contemporary R&B degli anni Novanta e Duemila, e in particolar modo le colleghe Aaliyah, Alicia Keys, Mariah Carey, Janet Jackson, Aretha Franklin, Beyoncé, Missy Elliott e Lauryn Hill come influenze musicali.

## Attivismo
Insieme alle Fifth Harmony, Normani è stata coinvolta in molte organizzazioni di beneficenza, come Girl Scouts of America e Ryan Seacrest Foundation. Nel settembre 2016, Normani è stata nominata Diversity Ambassador per la The Cybersmile Foundation, un'organizzazione internazionale senza scopo di lucro che fornisce supporto alle vittime di cyber bullismo, dopo essere stata vittima di un abuso razziale online. Il 26 gennaio 2017, Normani è stata la prima celebrità ad essere nominata come ambasciatrice per l'evento annuale Stars & Strikes Celebrity Bowling & Tournament ospitato dall'associazione senza scopo di lucro A Place Called Home.  Il 24 febbraio 2017 è stato annunciato che Normani ha stretto una partnership con American Cancer Society come ambasciatore globale per contribuire ad aumentare la consapevolezza sull'importanza dello screening mammografico e della vaccinazione contro l'HPV.

## Discografia

### Album in studio
- 2024 – Dopamine

### EP
- 2018 – Normani x Calvin Harris (con Calvin Harris)

### Singoli
- 2018 – Love Lies (con Khalid)
- 2018 – Waves (feat. 6lack)
- 2019 – Dancing with a Stranger (con Sam Smith)
- 2019 – Motivation
- 2020 – Diamonds (con Megan Thee Stallion)
- 2021 – Wild Side (feat. Cardi B)
- 2022 – Fair
- 2022 – New to You (con Calvin Harris, Tinashe e Offset)
- 2024 – 1:59 (feat. Gunna)
- 2024 – Candy Paint

### Collaborazioni
- 2018 – Body Count (Remix) (Jessie Reyez feat. Normani e Kehlani)

### Con le Fifth Harmony
- 2015 – Reflection
- 2016 – 7/27
- 2017 – Fifth Harmony

## Filmografia

### Film
- Freaky Tales, regia di Ryan Fleck e Anna Boden (2024)

### Televisione
- Faking It – serie TV (2014)
- Barbie Life in the Dreamhouse – webserie (2015)
- The Ride – programma TV (2016)
- Dancing with the Stars – programma TV (2017)
- Lip Sync Battle – serie TV (2018)
- Sugar – webserie (2018)
- RuPaul's Drag Race – reality show, episodio 12x05 (2020)

## Premi e riconoscimenti
Normani ha inoltre ottenuto candidature e riconoscimenti come membro delle Fifth Harmony, tra cui quattro MTV Video Music Awards, quattro MTV Europe Music Awards, dieci Teen Choice Awards e un American Music Award.
Billboard Music Awards
- 2019 – Candidatura alla migliore collaborazione per Love Lies[43]
- 2019 – Candidatura alla miglior canzone radiofonica per Love Lies[43]

Black Reel Awards
- 2019 – Candidatura alla miglior canzone originale per Love Lies

BRIT Award
- 2019 – Candidatura alla canzone dell'anno per Dancing with a Stranger[44]

iHeartRadio Music Awards
- 2019 – Nomination ‒ Best Solo Breakout
- 2019 – Vinto ‒ Titanium Award – Love Lies

Shorty Award
- 2019 – Nomination ‒ Best In Music In Social Media

Soul Train Music Awards
- 2019 – Candidatura al miglior artista esordiente[45]
- 2020 – Candidatura alla migliore interpretazione dance per Motivation[46]
- 2021 – Miglior interpretazione dance per Wild Side[47]
- 2021 – Candidatura al video dell'anno[47]

Teen Choice Awardss
- 2019 – Vinto ‒ Choice R&B/Hip-Hop Song – Love Lies